# Spelpaus
Spelpaus.se är ett frivilligt avstängningssystem för spel om pengar i Sverige från Spelinspektionen. Genom Spelpaus kan användare stänga av sig från spel om pengar och spärra direktmarknadsföring om det. Avstängningen gäller alla licenserade spelbolag i Sverige.
När en spelare trycker på spelpaus-knappen, som ska finnas lätt tillgänglig på alla onlinekasinon som har svensk spellicens, stängs denne av från all typ av spel under en viss period. Avstängningen gäller inte bara onlinespel utan även spel som säljs i butik, travbanor och spel på fysiska spelautomater (till exempel Jack Vegas). Det finns ingen möjlighet att stänga av sig själv från endast ett spelbolag, utan man stängs av från allt som regleras av svenska spellagen. Detta gäller även spelreklam.
Spelaren bestämmer själv hur lång denna period ska vara: 1, 3 eller 6 månader, eller tills vidare. Väljer man tills vidare så innebär det i minst ett år framåt från det datum som kunden registrerat sig. Avstängningen fortlöper då tills kunden själv upphäver den. För att häva avstängningen måste man logga in på Spelpaus.se och välja att aktivera sig för spel igen.

## Bakgrund
Allt licensierat spel om pengar som riktas mot användare i Sverige kräver att spelaren registrerar sig, att licenshavaren skyddar spelare mot överdrivet spelande och att den vid behov hjälper dem att minska sitt spelande.
1 januari 2019 trädde en ny spellag i kraft i Sverige och i samband med det bytte tillsynsmyndigheten Lotteriinspektionen namn till Spelinspektionen.
Regeringen tillsatte en spellicensutredning år 2014 som presenterades 31 mars 2017. Utredningen föreslog ett licenssystem som infördes 1 januari 2019.

## Historik
Vid ingången av startåret hade myndigheten utfärdat 57 licenser.
På registrets fyra första dagar registrerade sig cirka 4 000 personer, varav 2 500 valde den längsta perioden, tills vidare, och att om tidigast ett år själv aktivt kunna göra ett nytt val.
Den 8 januari 2019 avslöjades att en handfull av de licensierade bolagen i strid mot sina licensåttaganden tillät att personer som registrerat sig i Spelpaus ändå kunde delta i spel om pengar.
Den 18 januari 2019 visade en dagstidning att elva av de licensierade spelbolagen, däribland ATG och Betsson, bröt mot sina licenser beträffande avsikten med Spelpaus.se. Bolagen skyllde bland annat på "inkörningsproblem", trots att dåvarande Lotteriinspektionen i god tid hade tillhandahållit testsystem vilka skulle användas under licensieringsprocessen.
I juni 2019 hade myndigheten beviljat cirka åttio företag att bedriva spel i Sverige, men hade dessutom konstaterat att ett tjugotal bedrev illegal spelverksamhet riktad mot den svenska marknaden.
Den 3 januari 2020 hade drygt 46 000 personer stängt av sig själva via Spelpaus.